# Rusline
Rusline (Russisch: Авиакомпания "РУСЛАЙН") is een Russische luchtvaartmaatschappij met haar thuisbasis in Moskou.

## Geschiedenis
Rusline is opgericht in 1999 onder de naam Aerotex Airlines.
De huidige naam werd in 2002 ingevoerd.
Op 1 april 2010, nam RusLine de vloot en de meeste routes over van het failliete Air Volga.

## Vloot
De vloot van Rusline bestaat uit: (januari 2011)
- 1 Bombardier CRJ100
- 8 Bombardier CRJ200